# Amoreira-do-papel
A amoreira-do-papel (Broussonetia papyrifera) é uma planta dicotiledónea da família das Moraceae, que contém as figueiras e as amoreiras. É nativa da Ásia, onde é usada como fonte de fibras (por exemplo, para fazer Washi), alimento e medicamentos.

## Descrição
Tem uma altura entre 10m e 20m; floresce entre os meses de abril e maio e frutifica em junho-julho.